# Анимизъм
Анимизмът (на латински: anima – душа) е система от вярвания, която не приема разделението на тялото и душата или придава одушевеност на (предполагаемо) неодушевени премети. Почива на убеждението, че души имат и животните, растенията и други материални обекти, които управляват, до някаква степен, човешкото съществуване или могат да участват в някакъв вид общуване с хората.

## Дефиниция
Има 3 различни определения за това какво представлява анимизмът. Най-широко разпространено и прието е, че това е вярата в нечовешки души.

### Вяра в нечовешки души
Общоприето е, че терминът се отнася до вярата, че не-човешки лица, като животни и растения, както и предмети, като скали, могат да имат душа. Често в контекста на съответната религия (например различни форми на тотемизъм), на тях трябва да бъдат изложени предложения с цел получаване на подкрепа или прошка, или дори – да бъдат почитани. Анимизмът в този смисъл се различава от политеизма (почитането на различни богове) с това, че обектите му на почитание не съвпадат непременно с основните божества и невинаги се обожествяват.

### Приравняване на разнородни обекти
Някои култури не правят разлика между одушевени и неодушевени предмети.  Природните явления, географските дадености и вещите от ежедневието могат също да имат душа.

### Вяра в души
Сър Е. Б. Тейлър използва думата „анимизъм“ като значение „вярата в душите“. Той не ограничава понятието „анимизъм“ до култовете, чийто адресат са душите, които не са човешки лица. С такова определение, почти всички религии могат да се считат за анимистични, включително християнството и исляма. Той измисля тази дефиниция, като част от теория за религията, развита в неговата книга „Примитивна култура“ (1871 г.). Според Тейлър, всичко в културата се основава на религията или произлиза от вярата в Бога и свръхестествените същества, които пък са резултат от вярата в душите.

## Разпространение и приложение
Анимизмът е засвидетелстван в митологията на Древна Гърция и други страни от Античността и вероятно е бил характерен и за някои първобитни общности. Запазен е в по-старинен вид сред някои примитивни племена, в резултат на неразбирането на механизма на природните явления, а също и като елемент от религиозните представи на някои съвременни, познаващи добре редица научни достижения, които го разкриват (например у японците) и в атавистичните възприятия на много от хората изобщо. Предполага се, че в съвременността има около 150 млн. души, които могат конкретно да се определят като анимисти (главно обитатели на Африка, Азия и Океания). Присъства в редица произведения на изкуството, като картини и декорации, както и в басни, приказки и спектакли.
Тази нагласа често е характерна и за начина, по който възприемат света малките деца, придаващи качества на одушевени предмети на такива, които не представляват живи същества. Също те са повече склонни и да не правят принципна разлика между хората и животните, както и въобще – да уважават природата, тъй като им липсват отчуждението от нея и схващането, че я има само за да им служи.
Тази статия се основава на частичен материал от bulgarian-psychology.com, използван с разрешение.